# Слак (Чишминський район)
Слак (рос. Слак, башк. Ыҫлаҡ) — присілок у складі Чишминського району Башкортостану, Росія. Входить до складу Єремієвської сільської ради.
Населення — 111 осіб (2010; 122 в 2002).
Національний склад:
- татари — 88 %